# نجم الدين المارديني
نجم الدين المارديني (توفي 721 هـ / 1321 م) هو قارئ نحوي خطاط.
هو نجم الدين محمد بن قيصر بن عبد الله النحوي البغدادي المارديني، ويعرف أيضا بالمارديني النحوي. أصله من بغداد. كان من الرقيق واشتراه تاجر في ماردين. تأدب وصنّف الخط على ياقوت المستعصمي. من كتبه «الدر النضيد في معرفة التجويد» ، طبعت سنة 1321 هـ (مطابع جامعة الملك عبد العزيز) و يوجد نسخة مخطوطة منه في شستربتي.